# Everett Mall
Everett Mall je obchodní centrum o rozloze 62 500 m² v Everettu v americkém státě Washington. Jeho historie sahá až ke konci 60. let, kdy se plánovala jeho konstrukce. Krátce poté byly postaveny pobočky hlavních nájemníků střediska, řetězců Sears (1969) a White Front (1971). Konstrukce centra samotného byla dokončena až v roce 1974, jelikož byla zpožděna kvůli krizi společnosti Boeing, hlavního zaměstnavatele v regionu. Nakonec bylo centrum otevřeno jen s jedním hlavním nájemníkem, jelikož řetězec White Front mířil ke krachu. Po otevření se navíc potýkalo s nedostatkem menších nájemníků. V roce 1977 se s příchodem řetězce The Bon Marché začalo blýskat na lepší časy a dokonce bylo přistavěno další křídlo, jehož hlavním nájemcem se stal prestižní řetězec obchodních domů Frederick & Nelson. V roce 2004 centrum prošlo velkým rozšířením a renovací, přistavěno bylo multikino s šestnácti sály a několik nových obchodů.
Od roku 1992 patřil mezi hlavní nájemce řetězec Mervyns, jenž ale musel v roce 2006 svou pobočku uzavřít. Do prostoru se poté nastěhovaly řetězce LA Fitness a Steve & Barry's, jenž v roce 2009 zkrachoval. Od té doby je jeho místo v centru opuštěné.

## Historie

### Plánování a počáteční stavba (1968–1972)
První plány na stavbu moderního obchodního střediska v rostoucím Everettu vznikaly v polovině 60. let. Blíže k realizaci se ale posunuly až roku 1968, kdy podnikatelé Norman L. Iverson a spol. z Tacomy a Earl Cohen a spol. z Beverly Hills zakoupili pozemek o výměře 60 akrů jižně od centra Everettu mezi mezistátní dálnicí Interstate 5, dálnicí U.S. Route 99 a úhlopříčnou ulicí Broadway, jenž se dnes jmenuje Everett Mall Way. Středisko chtěli postavit na šestině zakoupeného pozemku, a to na té nejbližší k mezistátní dálnici. První řetězec, který na místo přilákali, byl Sears, jenž se odhodlal opustit svou 40 let využívanou pobočku v centru Everettu na Colby Street a postavit první obchod nového střediska. Robert Freidenrich, který se brzy po otevření pobočky stal jejím manažerem, vysvětlil deníku The Seattle Times důvod přesunu řetězce na předměstí tím, že „řetězec už delší dobu potřeboval přesun na větší pozemek a navíc se území nového střediska brzy stane centrem využívaného předměstského trhu“.
Sears otevřel pobočku v únoru 1969 s výměrou více než 10 tisíc m², rozdělenou do padesáti oddělení. Částí obchodu byla také autoopravna o kapacitě 14 vozidel, venkovní zahradní centrum, krejčovství a kavárna s kapacitou 40 míst k sezení. Architektem pobočky se stala firma The Richardson Associates.
Druhým hlavním nájemcem nového obchodního střediska se otevřením pobočky v květnu 1971 stal kalifornský řetězec diskontních obchodních domů White Front, pro nějž se jednalo o pátou pobočku v regionu Pugetova zálivu. Iverson s Cohenem a jejich firmami začali po tomto otevření plánovat stavbu samostatného obchodního centra, které mělo stát mezi budovami dvou hlavních nájemců. Také se snažili najít třetího hlavního nájemce, ale všechny plány musely jít stranou, když se Boeing dostal do ekonomických problémů, čímž do finanční krize upadlo celé město, jenž je na továrně Boeingu závislé. V červenci 1972 se nakonec nedokončené stavby obchodního centra ujala společnost Hanson Development Company z New Jersey s plány stavbu dokončit. 
Ke konci roku 1973 bylo oznámeno, že částí střediska se stane multikino se třemi sály od společnosti General Cinema, která již provozovala kina v Rentonu a Overlake. Jednalo se o vůbec první kino se třemi sály ve státě Washington. Otevřeno bylo v únoru 1974 s kapacitou 1 300 diváků. Mezi první filmy, jež zde byly promítány, patří snímek Podraz.

### Nová stavba a další zdržení (1973–1977)
Výstavba obchodního střediska po zakoupení Hansonem pokračovala a už v březnu 1973 měla firma podepsáno 21 smluv s nájemci, což znamenalo zhruba šedesátiprocentní zaplnění střediska, jež mělo být dostavěno v létě téhož roku. Architektem střediska i multikina se stala The Law Company. O stavbu se postarala místní firma Wick Construction Company a design vymyslel architekt Douglas Mulvanny ze Seattlu.
Další rána byla zasazena roku 1974, kdy řetězec White Front vyhlásil bankrot a zavřel svůj velký obchod ve středisku, a to až jako poslední v celém státě. Podnikatelé tedy začínali být opatrnější při vyhledávání nájemců. Po dlouhém zpoždění bylo středisko otevřeno až v říjnu 1974 s jediným hlavním nájemcem a pouze zhruba polovinou celkové plochy využitou. Centrum tedy vypadalo poněkud pochmurně, nebylo ani nijak podporováno svými vlastníky. Podle článku z roku 1977 v The Seattle Times se dokonce stávalo útočištěm vandalismu nebo azylem pro „pochybné existence“.

### Otočení vývoje a expanze (1977–1992)
Karta se otočila, když v roku 1976 zakoupil místo pobočky White Front řetězec The Bon Marché, jenž sem chtěl přestěhovat svou pobočku z centra Everettu. Řetězec zde svou pobočku otevřel už v únoru 1977 a jeho přítomnost přilákala do opuštěných obchodů nové nájemníky. To vedlo k rozhodnutí společnosti Robeling Management Company, která jako odnož Hanson Development Company měla na starost správu střediska, splnit původní plány pro centrum, které zahrnovaly příchod třetího hlavního nájemce. V srpnu 1977 pak začala stavba druhého trojitého kina, které by provozovala, avšak nevlastnila společnost General Cinema.
Stavba nového východního křídla obchodního centra stála 20 milionů dolarů a trvala rok od podzimu 1979 do podzimu 1980. Otevřena byla už v srpnu 1980, plně pronajata různým řetězcům. Hlavním bodem nové části střediska byl dvoupatrový obchodní dům Frederick & Nelson postavený architekty z Beverly Hills ze společnosti Martinez, Takeda & Hahn. Kromě menších obchodů se v novém křídle nacházela také pobočka lékárny Payless Drug. Obsazení střediska bylo stabilní až do roku 1992, kdy Frederick & Nelson vyhlásil bankrot a zavřel i svou pobočku v Everettu. Okamžitě se ale řetězec podařilo nahradit kalifornským obchodním domem Mervyns, jenž převzal i původní smlouvu a po krátkém předělání prostoru otevřel v červenci 1992.

### Finanční problémy a noví vlastníci (1998–2002)
V roce 1998 předložila městu Everett firma Hampshire Management Company, jež měla na starost správu střediska, plány na další rozrůst centra, aby mohlo soutěžit s nedalekým Alderwood Mallem v Lynnwoodu. Přidáno by bylo 25 500 m² obchodních prostorů, hotel, multikino a několik restaurací. Jenže plány potkala velká překážka v podobě finančních problémů vlastníka střediska.
Na podzim 2000 byl Everett Mall byl umístěn do vnucené správy vrchním soudem okresu Snohomish poté, co bylo zjištěno, že jeho vlastník, společnost Titanic Associates z New Jersey, nedokáže splatit dluhy. Ty v roce 2001 činily už 61 milionů dolarů a společnosti tak hrozilo, že ji bude zabaven veškerý majetek. Aby byl dluh alespoň zčásti splacen, bylo vlastnictví střediska převedeno na pojišťovnu AXA Equitable Life Insurance Company z New Yorku, která se ujala jeho správy. Ke konci roku si pojišťovna najala společnost Madison Marquette ze Cincinnati, která se měla starat o provoz střediska a uskutečnění jeho plánů na expanzi.

### The Village (2003–nyní)
V roce 2003 tedy mohla expanze pokračovat. Kromě rozrostu střediska měla obsahovat i jeho renovaci a zatímco samotná konstrukce měla začít brzy v roce 2004, v červnu 2004 se pojišťovně podařilo středisko prodat za 50,2 milionu dolarů společnosti Steadfast Commercial Properties z kalifornské Newport Beach. Ta pak dokonce nahradila Madison Marquette svou vlastní správní odnoží.
Expanze tedy konečně začala v listopadu 2004, hlavními z nových nájemníků byli oznámeni Best Buy, PetSmart, Old Navy, Borders Books a Bed Bath & Beyond. O stavbu nového multikina se šestnácti sály se postarala společnost Regal Entertainment Group. Po dokončení rekonstrukce v roce 2006 bylo středisko prodáno soukromému podnikateli za 21,7 milionu dolarů.
Ke konci roku 2006 oznámil řetězec Mervyns opuštění severozápadního trhu, zavření všech poboček ve Washingtonu a Oregonu a krátce poté také bankrot. Jeho pobočka byla rozdělena mezi řetězce LA Fitness a Steve & Barry's, který ale po roce a půl rovněž vyhlásil bankrot a opustil středisko.